# Ornidia
Ornidia là một chi ruồi trong họ Syrphidae.

## Hình ảnh

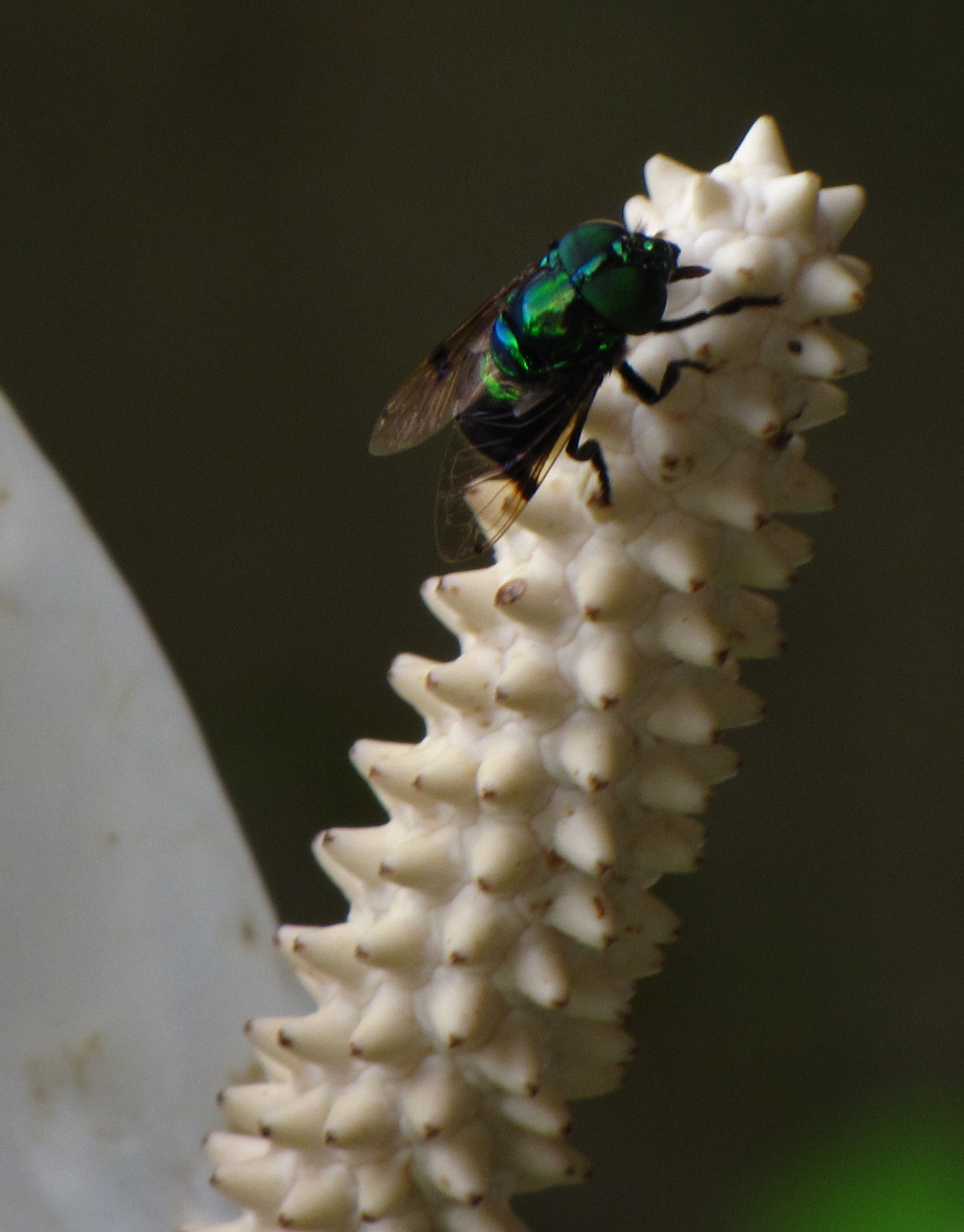
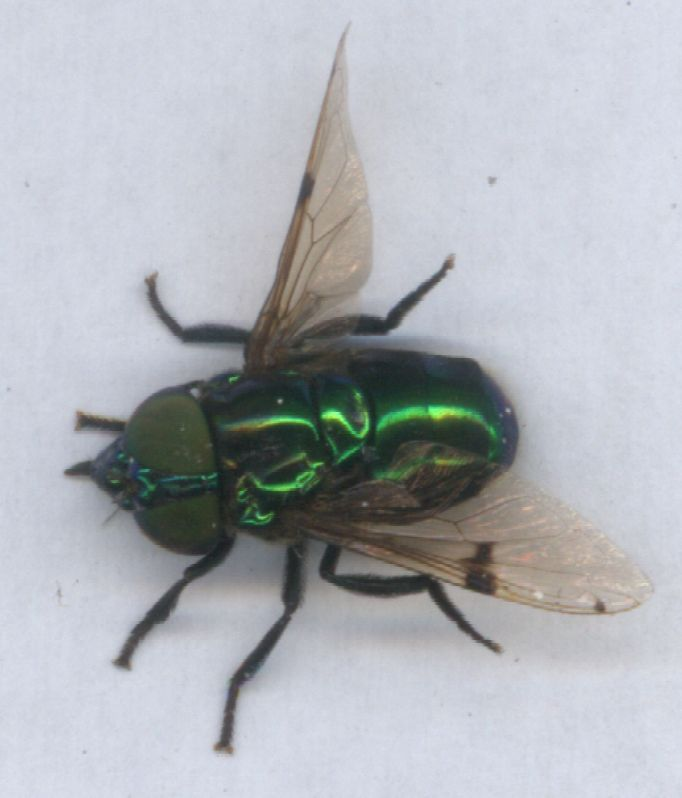
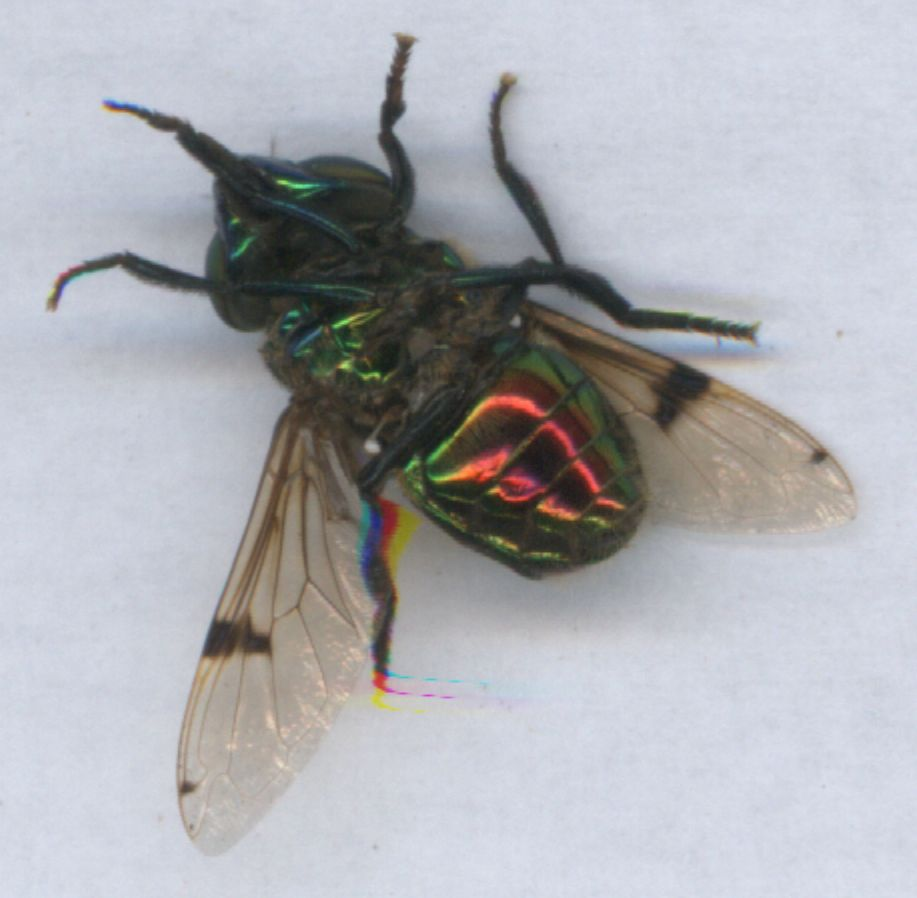
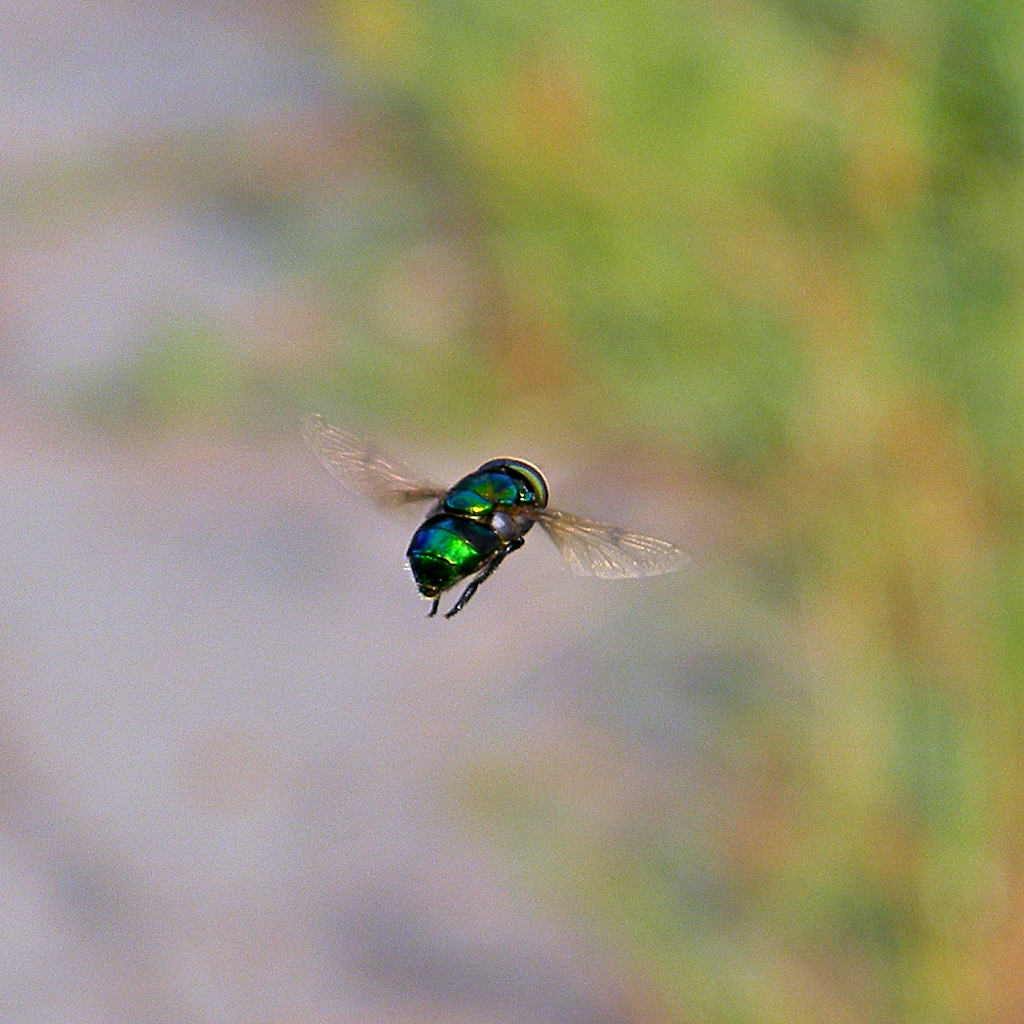